# Bakytżan Żumagułow
Bakytżan Tursynowicz Żumagułow (oryg. Бакытжан Турсынович Жумагулов; ur. 18 sierpnia 1953 w obwodzie ałmackim) – kazachski polityk, naukowiec, działacz społeczny i polityczny.
Były przewodniczący partii Nur Otan. W latach 2008–2010 rektor Kazachskiego Uniwersytetu Narodowego im. Al-Farabiego w Ałmaty, od 22 września 2010 do 2 września 2013 minister edukacji i nauki w rządach Karima Masimowa i Seryka Achmetowa.